# Харченко, Семён Андреевич
Семён Андреевич Харченко (1 сентября 1915 — 12 марта 1944) — командир взвода 147-го гвардейского стрелкового полка (49-я гвардейская стрелковая дивизия, 28-я армия, 3-й Украинский фронт), гвардии младший лейтенант. Герой Советского Союза.

## Биография
Родился 19 августа 1915 года в селе Александровка ныне Донецкой области. Украинец. Работал слесарем.
В Красной Армии с 1937 года. Участник Великой Отечественной войны с июня 1941 года. Воевал на Западном и Калининском фронтах, на Сталинградском, Южном и 4-м Украинском фронтах, участвовал в Сталинградской битве, Донбасской и Мелитопольской операциях, ликвидации плацдарма противника на левом берегу Днепра в районе Херсона.
В марте 1944 года взвод гвардии младшего лейтенанта Харченко под пулемётным и миномётным обстрелом первым форсировал Днепр у села Садовое. Высадившись на берег, воины вступили в бой. Харченко закрыл собою амбразуру дзота.
3 июня 1944 года за мужество, отвагу и героизм гвардии младшему лейтенанту Харченко Семёну Андреевичу посмертно присвоено звание Героя Советского Союза.

## Память
В честь С. А. Харченко названа улица в Садовом.